# Giv'at Oranim

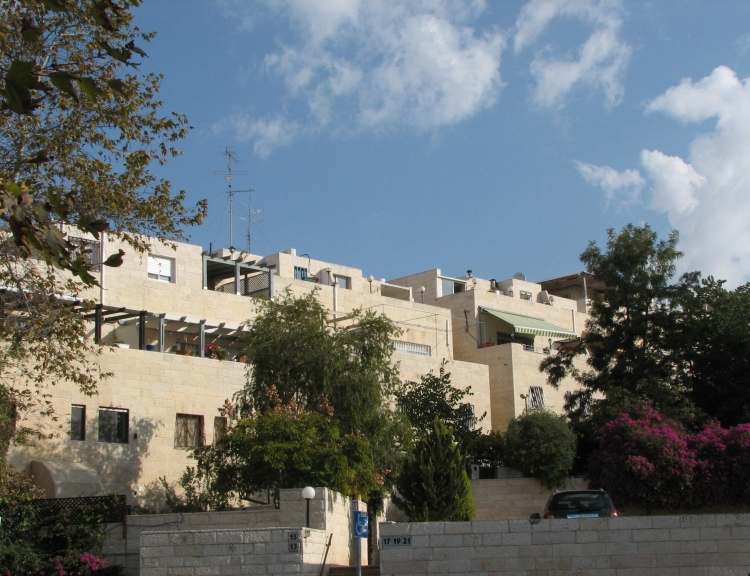
Bulvár Šaj Agnon ve čtvrti Giv'at Oranim

Giv'at Oranim (hebrejsky: גבעת אורנים) je čtvrť v jihozápadním Jeruzalémě v Izraeli, která sousedí se čtvrtěmi Katamon, Rassco, San Simon a Kirjat Šmu'el.
Vznikla po roce 1948 a zdejší oblast sehrála významnou roli při bitvě o klášter San Simon během izraelské války za nezávislost. Obyvatelstvo čtvrti je smíšené a tvoří jej religiózní a sekulární Židé. V roce 1991 zde započal velký projekt bytové výstavby, zahrnující 78 bytových jednotek, kombinujících výškové budovy a městské domy.
V září 2008 byl ve čtvrti spáchán pokus o atentát na levicového aktivistu Ze'eva Sternhella, když byla před dveře jeho apartmánu položena trubková bomba. Při útoku nebyl nikdo zabit a profesor Sternhell byl lehce zraněn.